# Janusz Grzyb
Janusz Grzyb (ur. 23 marca 1962 w Ostrołęce, zm. 8 grudnia 2017) – polski samorządowiec i nauczyciel, wójt gminy Nadarzyn w latach 1998–2017.

## Życiorys
Absolwent Wyższej Szkoły Rolniczo–Pedagogicznej w Siedlcach oraz studiów podyplomowych na Uniwersytecie Warszawskim. Członek Zarządu Wojewódzkiego Ligi Obrony Kraju, Prezes Zarządu Gminnego Związku OSP RP oraz Wiceprezes Zarządu Powiatowego Związku OSP RP, członek PSL.
W 2014 r. przeprowadzone było referendum w sprawie odwołania Janusza Grzyba ze stanowiska wójta, okazało się jednak nieważne z powodu zbyt niskiej frekwencji.
W wyborach samorządowych w 2014 startował z KWW „Ponad podziałami” i wygrał w I turze zdobywając 55% głosów, pokonując Ewę Bernatowicz.
Pochowany w Młochowie.

## Nagrody i odznaczenia
- Krzyż Kawalerski Orderu Odrodzenia Polski[6];
- Złoty Krzyż Zasługi Prezydenta RP za zasługi w działalności samorządowej i społecznej;
- Złoty Medal za zasługi dla LOK;
- Srebrny Medal za zasługi dla LOK;
- Brązowy Medal za zasługi dla LOK;
- Medal za zasługi dla kombatantów;
- Srebrny Medal „Za Zasługi dla Pożarnictwa”;
- Brązowy Medal za Zasługi dla Policji;
- Brązowa Odznaka za zasługi dla Polskiego Związku Piłki Nożnej (PZPN);
- Brązowy Medal „Za zasługi dla obronności kraju” (nadany przez Ministerstwo Obrony Narodowej);
- Medal Prymasowski Ecclesiae poppulovue servitium praestanti – „Wyróżniającemu się w służbie dla Kościoła i Narodu”.